# Smålänning (vapen)

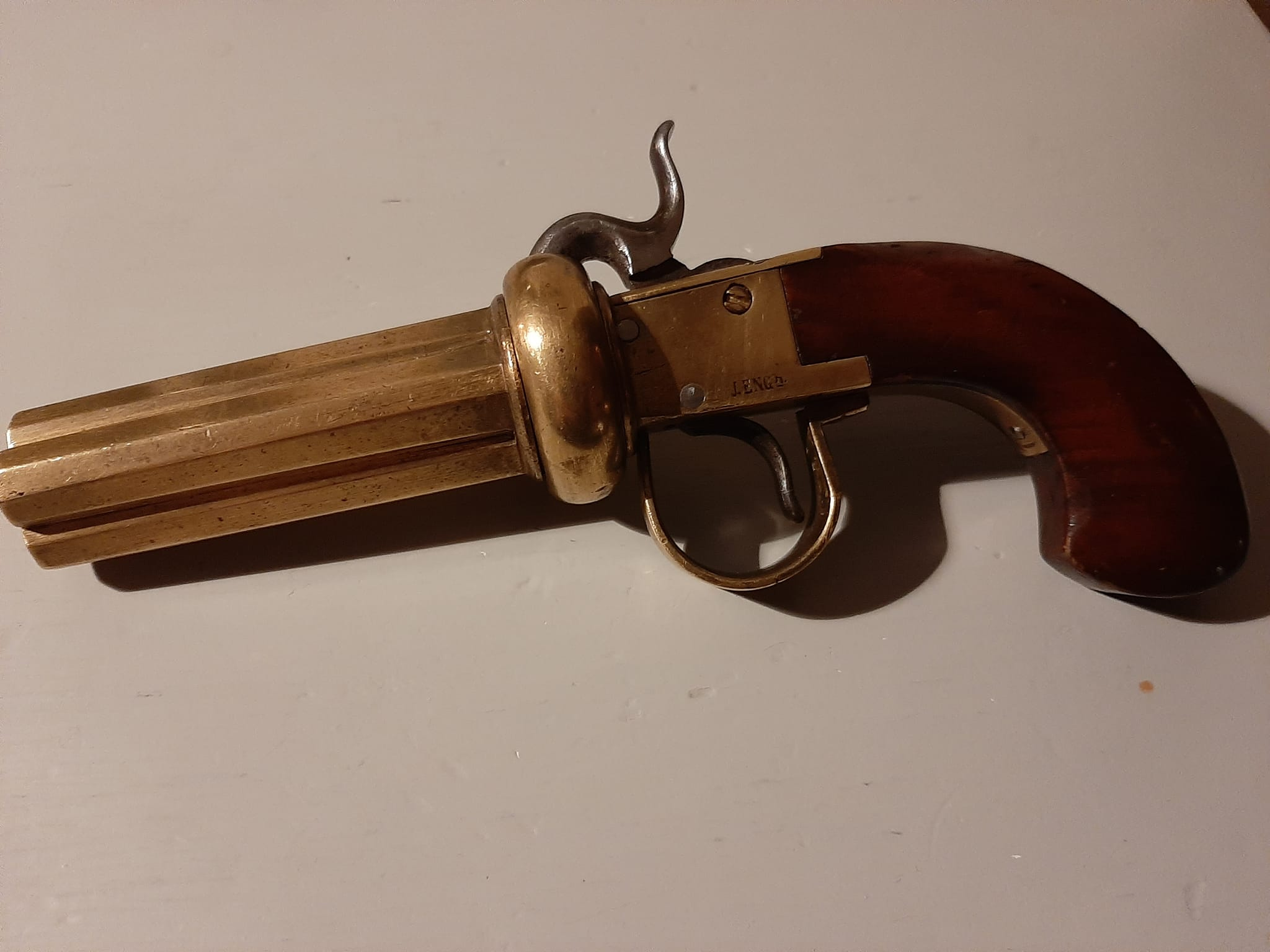
Slaglåsrevolver med fyra pipor tillverkad av Johan Engholm.

Smålänning är en benämning på små slaglåspistoler och revolvrar tillverkade av lokala smeder i Småland. Den kändaste smeden som tillverkade "Smålänningar" var Johan Engholm i Ödestugu. Engholm kom sedermera att lära upp flera i trakten kring Ödestugu i vapentillverkning. Dessa vapen tillverkades oftast i mässing och antalet pipor kunde variera. De största modellerna kunde ha upp till 8 stycken. 
Benämningen användes ibland felaktigt på små slaglåspistoler som ej är tillverkade i Småland. Ofta på så kallade "Terzerolpistoler" tillverkade i Tyskland eller Belgien.